# Nguyễn Thị Sửu
Nguyễn Thị Sửu (hoặc Nguyễn Thị Hường, Kê Sửu, sinh ngày 9 tháng 11 năm 1973, người Tà Ôi) là nữ Đại biểu Quốc hội nước Cộng hòa xã hội chủ nghĩa Việt Nam. Bà hiện là Tỉnh ủy viên, Phó Trưởng Đoàn Đại biểu Quốc hội chuyên trách tỉnh Thừa Thiên Huế, Ủy viên Hội đồng Dân tộc của Quốc hội, Đại biểu Quốc hội khóa XV từ Thừa Thiên Huế. Bà từng là Bí thư Huyện ủy A Lưới, Thừa Thiên Huế; Trưởng Ban Dân tộc tỉnh Thừa Thiên Huế.
Nguyễn Thị Sửu là đảng viên Đảng Cộng sản Việt Nam, học vị Cử nhân Quản trị kinh doanh, Tiến sĩ Ngữ văn, Cao cấp lý luận chính trị. Bà có sự nghiệp đều công tác ở quê nhà Thừa Thiên Huế, và là cán bộ nổi tiếng của người Tà Ôi.

## Xuất thân và giáo dục
Nguyễn Thị Sửu sinh ngày 9 tháng 11 năm 1973 tại xã A Ngo, huyện A Lưới, tỉnh Thừa Thiên Huế. Bà là người dân tộc Tà Ôi, lớn lên và tốt nghiệp phổ thông 12/12, thi đỗ Trường Đại học Sư phạm Huế và theo học từ tháng 9 năm 1992, hoạt động đoàn thể với vị trí Bí thư Chi đoàn, Phó Bí thư Liên chi đoàn Khoa Ngữ văn, Ủy viên Ban Chấp hành Đoàn Trường Đại học Sư phạm Huế, và tốt nghiệp Cử nhân Ngữ văn vào tháng 7 năm 1997. Bà cũng có một bằng đại học khác là Cử nhân Quản trị kinh doanh, sau đó học cao học, rồi là nghiên cứu sinh ở Viện Ngôn ngữ học, bảo vệ thành công luận án tiến sĩ đề tài "Cấu tạo từ tiếng Tà Ôi (trong sự so sánh với tiếng Việt)", và trở thành Tiến sĩ Ngữ văn năm 2008 – và cũng là tiến sĩ đầu tiên của người Tà Ôi. Bà được kết nạp Đảng Cộng sản Việt Nam vào ngày 3 tháng 10 năm 1996, trở thành đảng viên chính thức sau đó 1 năm, từng theo học các khóa chính trị ở Học viện Chính trị Quốc gia Hồ Chí Minh và tốt nghiệp Cao cấp lý luận chính trị.

## Sự nghiệp
Tháng 8 năm 1997, sau khi tốt nghiệp trường Sư phạm, Nguyễn Thị Sửu được Trường Trung học sơ sở Dân tộc nội trú A Lưới nhận vào làm giáo viên. Trong gần 10 năm giảng dạy 1997–2006, bà còn tham gia công tác xã hội, công tác Đoàn Thanh niên Cộng sản Hồ Chí Minh, là Tổng Phụ trách Đội, Phó Bí thư Đoàn trường, ngoài ra còn là Đại biểu Hội đồng nhân dân huyện A Lưới, Hội thẩm Tòa án nhân dân huyện A Lưới. Tháng 3 năm 2006, bà được bầu làm Ủy viên Ban Chấp hành Đảng bộ huyện, nhậm chức Phó Bí thư Đảng ủỵ, Bí thư Chi bộ Văn phòng Huyện ủy, Chánh Văn phòng Huyện ủy A Lưới, rồi được bầu làm Phó Chủ tịch Ủy ban nhân dân huyện A Lưới. Vào tháng 3 năm 2010, tại Đại hội Đảng bộ tỉnh Thừa Thiên Huế lần thứ XIV, nhiệm kỳ 2010–2015, bà được bầu vào Ban Chấp hành Đảng bộ tỉnh, bên cạnh đó là Đảng ủy viên Đảng ủy khối các cơ quan tỉnh, được phân công làm Bí thư Chi bộ, Trưởng Ban Dân tộc tỉnh. Giai đoạn này bà là Đại biểu Hội đồng nhân dân tỉnh, Phó Đoàn Hội thẩm Tòa án nhân dân tỉnh Thừa Thiên Huế.
Tháng 11 năm 2015, Nguyễn Thị Sửu tái đắc cử Tỉnh ủy viên tại Đại hội Đảng bộ tỉnh Thừa Thiên Huế lần thứ XV, nhiệm kỳ 2015–2020, tiếp tục là Trưởng Ban Dân tộc tỉnh, ngoài ra được bầu làm Ủy viên Ban Chấp hành Ủy ban Trung ương Mặt trận Tổ quốc Việt Nam, Ủy viên Ủy ban Mặt trận Tổ quốc Việt Nam tỉnh, Ủy viên Ban Thường vụ Liên hiệp các Hội Khoa học kỹ thuật tỉnh Thừa Thiên Huế. Tháng 8 năm 2017, bà được điều về huyện A Lưới, nhậm chức Bí thư Huyện ủy A Lưới, cho đến tháng 10 năm 2020 thì tiếp tục được bầu làm Tỉnh ủy viên tại Đại hội Đảng bộ tỉnh Thừa Thiên Huế lần thứ XVI, nhiệm kỳ 2020–2025. Năm 2021, bà được Ủy ban Mặt trận Tổ quốc Việt Nam tỉnh giới thiệu tham gia ứng cử đại biểu quốc hội từ Thừa Thiên Huế, bầu cử ở đơn vị bầu cử số 2 gồm thị xã Hương Trà, huyện Phong Điền, Quảng Điền, A Lưới, rồi trúng cử Đại biểu Quốc hội khóa XV với tỷ lệ 76,57%. Ngày 21 tháng 7 năm 2021, bà được phê chuẩn làm Ủy viên Hội đồng Dân tộc của Quốc hội và Phó Trưởng Đoàn Đại biểu Quốc hội chuyên trách tỉnh Thừa Thiên Huế. Bên cạnh đó, bà cũng là hội viên của Hội Văn nghệ Dân gian Việt Nam và Hội Văn học nghệ thuật các Dân tộc thiểu số Việt Nam.

## Sách
- Nguyễn Thị Sửu (2005). Truyện cổ Tà Ôi. Huế: Thuận Hóa.
- Nguyễn Thị Sửu (2010). Văn hoá dân gian dân tộc Tà Ôi, huyện A Lưới, Thừa Thiên Huế. Hà Nội: Dân trí.